# トロピック・サンダー/史上最低の作戦
『トロピック・サンダー/史上最低の作戦』（トロピック・サンダー しじょうさいていのさくせん、Tropic Thunder）は、2008年のアメリカ合衆国のアクション・コメディ映画。

## ストーリー
ベトナム戦争を題材にした映画『トロピック･サンダー』を撮影していた製作スタッフは、わがままな俳優達のせいで、撮影5日で予算がなくなってしまう。このままでは撮影中止の危機になるため、監督は東南アジアのジャングルで撮影を再開させるが、そこは本物の戦場だった。

## キャスト
タグ・スピードマン
演 - ベン・スティラー、日本語吹替 - 堀内賢雄
アクション映画『スコーチャー』で一躍アクションスターとなった俳優。しかし、それも過去の話であり、現在では全く売れない落ち目の俳優になってしまった。人気シリーズだった『スコーチャー』も打ち止め、賞狙いで知的障害のある役を演じた『シンプル・ジャック』も惨敗。最新作『トロピック･サンダー』で主役を務めることになり、役者生命を賭けて撮影に挑んでいる。本物の武装組織「フレイミング・ドラゴン」に襲撃された際、彼一人だけが全てを演出だと信じており、数々のハプニングに見舞われつつも、たった一人で演技を続行する。役者としての魂は人一倍強く、自らの演技にもこだわりを持っていて、気に入らなければ自分からカットを申し入れるほどである。エージェントを除いて家族も友人も全くおらず、養子を迎えようと考えていた。「フレイミング・ドラゴン」に囚われた際に、彼らが大ファンである『シンプル・ジャック』の主演俳優であることが分かり、映画のシーンの実演を要求される。
ジェフ・ポートノイ
演 - ジャック・ブラック、日本語吹替 - 丸山壮史
1人6役を演じたコメディ映画『ファッティーズ』で人気を博す俳優。下ネタ主義で、お下劣なギャグを駆使して人々を笑わせている。今回『トロピック･サンダー』でコメディ以外でも活躍できることを証明するため、それまでのギャグを封印して真剣な役に挑んでいる。実はヘロインの常習者でたびたびマスコミのネタにされている。『トロピック･サンダー』撮影時には既に中毒を脱したとしているが真っ赤な嘘で、菓子の袋に仕込んだり（物語途中でコウモリに奪われる）、戦場に放り込まれて段々と禁断症状を悪化させていく。タグ救出のため、麻薬工場に突入する羽目になり、誘惑に心揺れる。
カーク・ラザラス
演 - ロバート・ダウニー・Jr、日本語吹替 - 桐本琢也
豪州出身で過去、オスカーを5度も受賞している演技派のスーパー役者バカ。近作はトビー・マグワイアと共演した『悪魔の小路』。新作『トロピック･サンダー』で黒人の役を演じることになり、メイクアップではなく皮膚整形で本物の黒人になってしまう恐るべき役作りを見せ付ける。ジャングルに放り込まれた際、最初に本物の戦場だと見抜き、あくまでロケ地だと主張するタグと対立する。そのまま決別してタグ以外の全員と脱出を試みるが、最終的には麻薬組織に捕らえられたタグを助けるために奮戦する。タグ同様に役者魂は強く「何て奴らだ」と罵られた際、「“奴ら”？黒人への差別か！」と返す等、自分が本物の黒人であるかのような発言をする。しかし、実は意外な悩みを抱えている。
アルパ・チーノ
演 - ブランドン・T・ジャクソン、日本語吹替 - 小松史法
強精飲料とサプリメント菓子のCMで一世を風靡した人気黒人ラッパー。自己主張が強く、何気ない会話でも商品のPRを欠かさない。わざとらしく黒人ぶるカークとは軋轢が絶えない。女に不自由していないように思われているが、同性愛者であることを隠している。名前はアル・パチーノのパロディ。
ケヴィン・サンダスキー
演 - ジェイ・バルチェル、日本語吹替 - 山口登
冴えない無名俳優。生真面目でオタク的な知識が豊富だが、俳優陣からは軽視されており、名前も正しく覚えてもらえない有様である。一方、『トロピック・サンダー』のオーディションで新兵訓練キャンプに二週間参加しており、知識も相まって中々の有能さを見せる。
ジョン・“フォーリーフ”・テイバック
演 - ニック・ノルティ、日本語吹替 - 廣田行生
原作者、すなわち自身の戦争体験をつづった小説『トロピック・サンダー』の著者。味方を守って手榴弾を弾いたため、両手が義手になっている。地獄を経験したためか極めて気難しく、俳優陣を危険なロケ地に放り込むよう提案した。愛国者として知られるが、その経歴には大きな秘密が隠されている。
コディ
演 - ダニー・マクブライド、日本語吹替 - 志村知幸
特殊効果班の一員で、フォーリーフの描いた小説『トロピック・サンダー』を青春時代のバイブルにしていたという。爆発シーンに目がなく、火炎放射器も扱える。フォーリーフと共にジャングルに放り込んだ役者たちを高みの見物としゃれこんでいたが、思わぬトラブルに巻き込まれてしまう。
デミアン・コックバーン
演 - スティーヴ・クーガン、日本語吹替 - いずみ尚
ひ弱な英国人の映画監督。個性派ぞろいの俳優陣を全くまとめ切れず、製作費を浪費。激怒したプロデューサーに体罰を受けるなど、苦労が絶えない。フォーリーフに入れ知恵され一行とジャングルに赴くが、現地到着後すぐに地雷を踏んで爆死する。
ロブ・スロロム
演 - ビル・ヘイダー、日本語吹替 - 大西健晴
映画『トロピック・サンダー』のプロデューサーの部下。撮影現場の状況をプロデューサーに報告しているが、彼の機嫌ばかりを気にしている典型的な腰巾着。
トラン
演 - ブランドン・スー・フー、日本語吹替 - 瀧本富士子
麻薬組織「フレイミング・ドラゴン」首領。見た目はあどけない少年だが残忍で容赦がなく、格闘技や銃火器の扱いに長ける。葉巻も吸う。部下とは北京語で喋るが、英語も堪能。
ビョング
演 - レジー・リー
トランの腹心。『トロピック・サンダー』のプロデューサーに電話をかけ、タグを拉致したことを伝える。
五分丈（Half Squat）
演 - J・トーマス・チョン＆ジェイコブ・チョン（二人一役）
｢フレイミング・ドラゴン｣の拠点で暮らす幼児。タグの演技を賞賛して手作りのトロフィーを贈り、感激したタグから養子候補にされる。
リック・ペック
演 - マシュー・マコノヒー、日本語吹替 - 森田順平
タグのエージェントにして唯一の友人。タグへの支給品が足りないだけでプロデューサーの事務所に殴りこむなど、相当な熱血漢である。内向的な実子とは折り合いが良くない様子。
レス・グロスマン
演 -  トム・クルーズ、日本語吹替 - 森川智之
金に汚い映画プロデューサー。極めて利己的かつ冷血な人物で、利益のためなら主演俳優を見殺しにすることも厭わない。製作費を浪費する無能なスタッフに激怒しており、現地にテレビ電話で高圧的な指示を行う。
予告編ナレーター
日本語吹替 - 中田譲治
『スコーチャー』・『ファッティーズ』・『悪魔の小路』の予告編のナレーター。

### カメオ出演
- タイラ・バンクス
- ジェイソン・ベイトマン
- ランス・バス
- ジェニファー・ラブ・ヒューイット
- キャシー・ヒルトン
- マーティン・ローレンス（写真のみ）
- トビー・マグワイア
- マリア・メノーナス（英語版）
- アリシア・シルヴァーストーン
- ザ・ムーニー・スズキ（英語版）
- クリスティン・テイラー
- ジャスティン・セロー
- ジョン・ヴォイト

## 用語
『スコーチャー』
作中作。地球の自転が止まり大災害が起こるという内容のアクション映画。タグの出世作であるが、続編（計6作）を作る毎に評価が下がっていった。
『シンプル・ジャック』
作中作。タグが演技派への転向を目指し、知的障害のある主人公を演じたが、全く評価されず。カークからも「ただの知的障害者を演じるだけでは誰も評価しない」と、酷評されている。「フレイミング・ドラゴン」が所持する唯一の娯楽映画（ビデオ）であり、「フレイミング・ドラゴン」の全員がファンである。
『シンプル・ジャック』についてのカークとタグの会話シーンに差別的な部分があると問題になった。詳しくは後述。
ブーティ・スウェット
アルパの宣伝する強精飲料。直訳すると尻汗。デザイン上は普通の缶ジュースで、作中でも俳優らがしばしば持ち歩いている。
ティーボ
HDDレコーダ。支給品としてロケ地に送られる契約だったが、実際は届けられていなかった事が分かり、リックを激怒させた。彼曰く水や食料と同等の必需品であり、後に意外な形で役立つことに。
フォーリーフ・テイバック著『トロピック・サンダー』
作中作の『トロピック・サンダー』の原作小説。著者のベトナム戦争における体験を小説化したものとしていたが、実は創作であることが明かされる。
フレイミング・ドラゴン
東南アジアで八分の一のシェアを誇る麻薬組織。縄張りで撮影中の『トロピック・サンダー』スタッフを麻薬捜査官と誤認し、単独行動中のタグを捕えてレスに身代金を要求する。娯楽の少ないジャングルの奥地を拠点にしているため、所有する唯一の娯楽映画（ビデオ）である『シンプル・ジャック』の大ファンである。

## スタッフ
- 監督 - ベン・スティラー
- 製作 - ベン・スティラー、スチュアート・コーンフェルド、エリック・マクレオド
- 原案 - ベン・スティラー、ジャスティン・セロー
- 脚本 - ベン・スティラー、ジャスティン・セロー、イータン・コーエン
- 撮影 - ジョン・トール
- プロダクションデザイン - ジェフ・マン
- 衣装デザイン - マーリーン・スチュワート
- 編集 - グレッグ・ヘイデン
- 音楽 - セオドア・シャピロ
- 音楽監修 - ジョージ・ドレイコリアス

## 評価

### 興行収入
北米では3319館で公開され、2600万ドル（約28億円）を記録して初登場1位となる。その後も3週連続1位となり、公開5週目で1億ドルを突破。

### 抗議

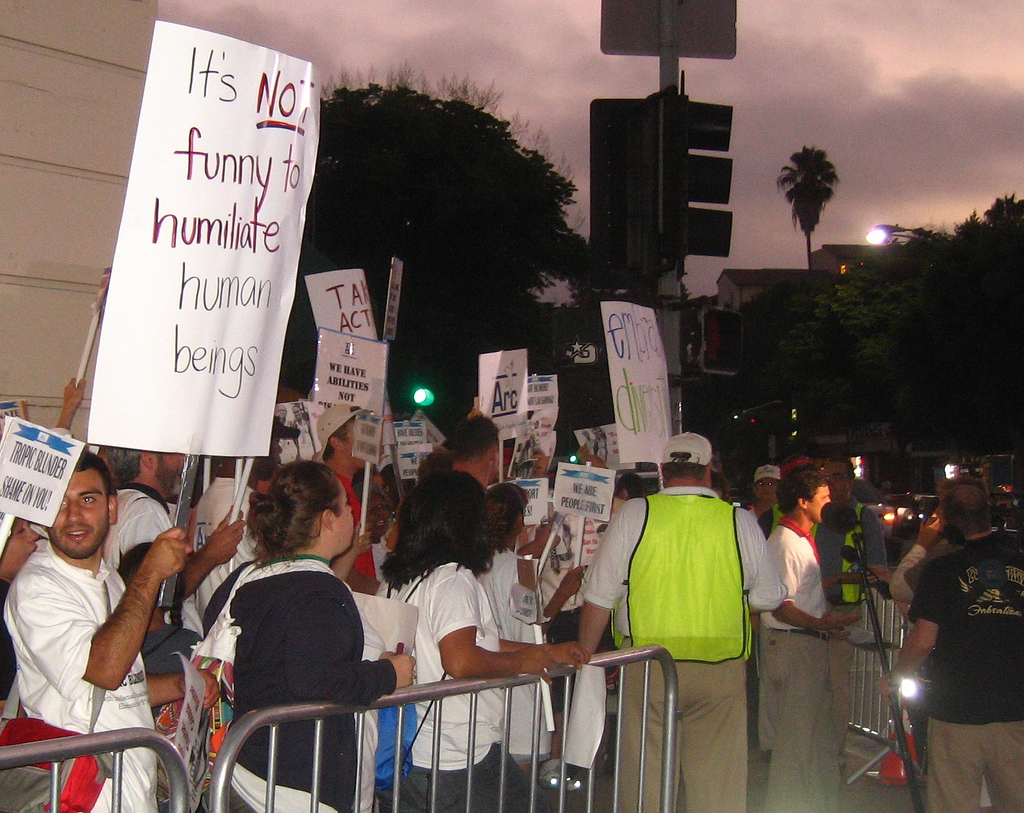
映画に対する抗議活動(2008年8月11日)

作品の中の映画『シンプル・ジャック』にて、主人公ジャックが知的障害者という設定であり、その中で「retard（知恵遅れ）」という言葉が頻繁に使われていることが問題になり、同作に反発する全米22の知的発達障害者の支援団体が抗議をした。

### スピンオフ
本作に登場するレス・グロスマンを主役にしたスピンオフ映画の製作が2010年に決定した。グロスマンはMTV Video music award 2010の授賞式でダンスパフォーマンスを行った。